# Йени махала (квартал в Бакъркьой)
„Йени махала“ (на турски: Yenimahalle) е квартал на Истанбул, разположен в градска околия Бакъркьой. Общата му площ е 0,23 км2. Според данни на Адресната система за регистриране на населението (ABPRS) към 2024 г. населението на „Йени махала“ е 6328 жители.